# Louny
Louny (tjekkisk udtale: [ˈlounɪ] ; tysk: Laun) er en by i regionen Ústí nad Labem i Tjekkiet med  omkring 18.000 indbyggere. Det ligger ved floden Eger. Den historiske bymidte er velbevaret og er beskyttet ved lov som en urban monumentzone.
Landsbyerne Brloh og Nečichy er administrative dele af Louny. Brloh udgør en eksklave af det kommunale område.

## Etymologi
Oprindelsen af navnet Louny er uklar. Ældre teorier, som er mindre sandsynlige, knytter navnet til det personlige navn Lún, til det tjekkiske ord lůno (bogstaveligt "livmoder", men her betyder "dal"), til fuglen luňák (dvs. "drage"), eller endda til det keltiske ord louwn ("plæne"). Mere moderne og mere sandsynlige teorier tilskriver oprindelsen af navnet til de gamle tjekkiske ord lunúti ("at flyde hurtigt") og lúňa / lúna ("strøm"), som refererer til den lokale strøm af floden Ohře/Eger.

## Geografi
Louny ligger omkring 38 km  sydøst for Ústí nad Labem og 49 km  nordvest for Prag. Den ligger hovedsageligt langs floden Eger, men en lille nordlig del af kommunens område går ind i det centrale bøhmiske højland og omfatter det højeste punkt i Louny som er 301 meter  over havets overflade.

## Historie
Allerede i begyndelsen af det 11.-12. århundrede var der en bebyggelse ved navn Luna, beliggende på stedet for nutidens Sankt Peterskirke. Den første skriftlige omtale af bebyggelsen er fra 1115, hvor den var en ejendom tilhørende Kladruby Kloster. I 1260'erne blev en kongeby grundlagt på stedet af kong Ottokar 2. af Bøhmen. Den lå på to vigtige trafikruter, floden Ohře og vejen fra Prag til Nürnberg. Sammen med byen blev der grundlagt et benediktinerkloster, men det blev ødelagt under hussitterkrigene.
Byen udviklede sig hurtigt i det 15. århundrede, da Sankt Peterskirken, Guds Moder Kirke og byens befæstninger blev bygget. Efter en brand i 1517 blev byen alvorligt beskadiget og måtte genopbygges, og en ny kirke (Sankt Nikolaus-kirken) blev bygget.
I løbet af 1800-tallet og derefter i 1960'erne og 1970'erne var der omfattende nedrivninger i den historiske by, og mange værdifulde renæssancehuse og dele af byens befæstning blev ødelagt. Den økonomiske udvikling af Louny fandt sted i anden halvdel af det 19. århundrede, da jernbaneværksteder, sukkerfabrik, bryggeri, slagterier, møller og finansielle institutioner blev grundlagt. Efter 1945 fortsatte industrialiseringen af Louny.
Indtil 1918 var Laun – Louny en del af Østrig-Ungarn, i distriktet af samme navn, en af de 94 Bezirkshauptmannschaften i Bøhmen . 

## Seværdigheder
Det vigtigste arkitektoniske træk er den romersk-katolske kirke Sankt Nikolaus, bygget i sengotisk stil i 1519-1538. En af arkitekterne var Benedikt Rejt. Den omfatter et tårn fra en tidligere kirke, som ellers blev ødelagt sammen med det meste af byen ved en større brand i 1517. Andre betydningsfulde kirker i byen er Sankt Peterskirken fra det 14.–15. århundrede, Guds Moders Kirke fra 1493 og De Fjorten Hellige Hjælpers Kirke fra 1716.
Det historiske centrum i Louny dannes af Mírové-pladsen og dens omgivelser. Rådhuset på pladsen er en nyrenæssance-bygning fra 1887. Den mest værdifulde bygning på pladsen er et renæssancehus, i dag sæde for distriktsarkivet.
Dele af byens volde er tilbage, og det samme gør Žatec-porten, der stammer fra 1500.